# Telefonkabl Beograd
Telefonkabl Beograd (code BELEX : TLKB) est une entreprise serbe qui a son siège social à Belgrade, la capitale de la Serbie. Elle travaille principalement dans le secteur des télécommunications.

## Histoire
Telefonkabl Beograd a été admise au libre marché de la Bourse de Belgrade le 25 février 2004 ; elle en a été exclue le 20 septembre 2012 et a été admise au marché réglementé.

## Activités
Telefonkabl Beograd conçoit, produit et installe des lignes téléphoniques fixes, des réseaux de fibre optique et des réseaux hybrides de fibre et de coaxial. Elle installe des systèmes de télécommunication mobile et des systèmes de surveillance (vidéo-surveillance et alarmes).
La société travaille également dans le secteur de la signalisation ferroviaire et des systèmes de communication ferroviaire. Elle a conçu et construit des systèmes de distribution de gaz à Velika Plana, Šabac, Bečej et Svilajnac et des systèmes de distribution d'eau.

## Données boursières
Le 24 juin 2013, l'action de Telefonkabl Beograd valait 7 390 RSD (64,57 EUR). Elle a connu son cours le plus élevé, soit 28 500 RSD (249,02 EUR), le 27 avril 2007 et son cours le plus bas, soit 2 002 RSD (17,49 EUR), le 7 août 2003.
Le capital de Telefonkabl Beograd est détenu à hauteur de 65,31 % par des entités juridiques, dont 17,96 % par l'Akcionarski fond Beograd, 11,29 % par MBC Capital d.o.o. Beograd et 10,19 % par Tolmont MS d.o.o. ; les personnes physiques en détiennent 27,88 %.